# Dualismo luz-trevas

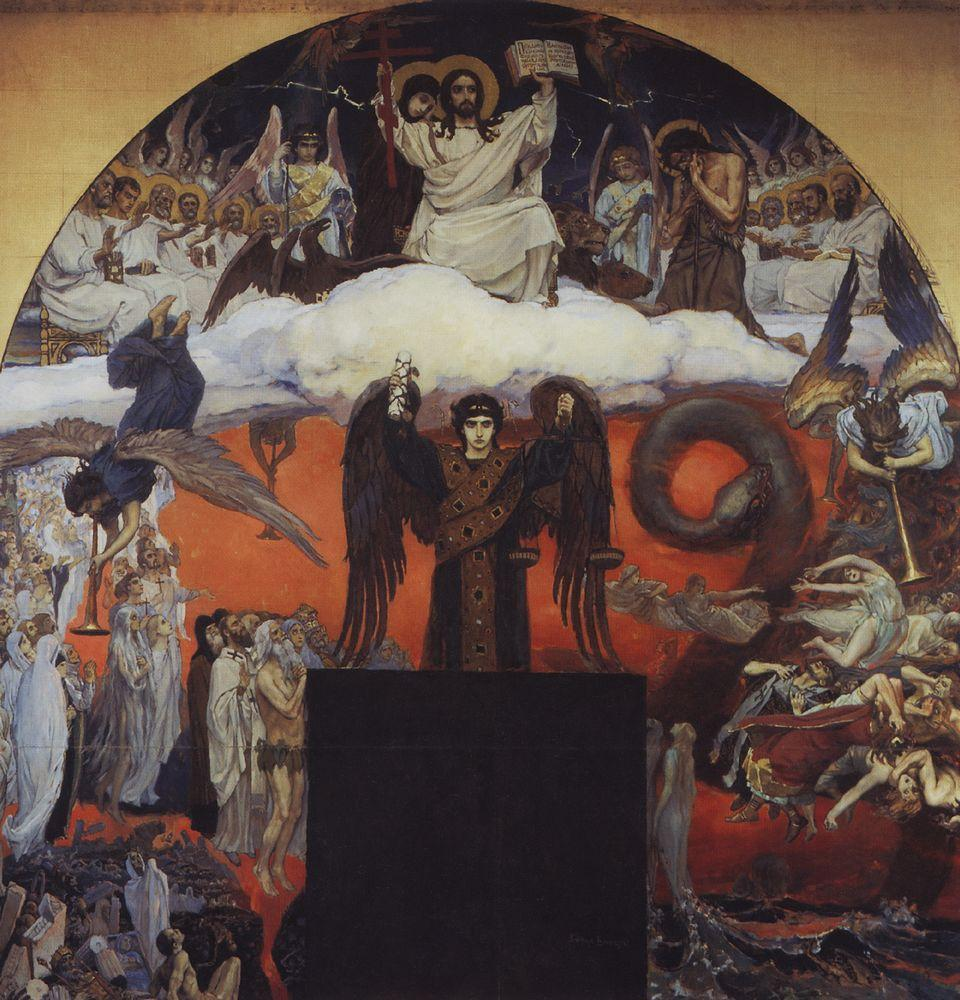
O julgamento final de Viktor Vasnetsov.

O contraste entre clareza e escuridão (preto e branco; dia e noite) tem uma longa história de uso metafórico. Seu uso primitivo pode ser rastreado desde o Antigo Oriente, e também, explicitamente, na Tabua de Opostos pitagórica. Na cultura ocidental, bem como no confucionismo, o contraste simboliza a dicotomia moral do bem e do mal .
O dia, a luz e o bem são frequentemente relacionados, em oposição à noite, à escuridão e ao mal. Essas metáforas contrastantes podem remontar à história da humanidade e aparecer em muitas culturas, incluindo os antigos chineses e os antigos persas. A filosofia do neoplatonismo está fortemente imbuída da metáfora do bem como luz.

## Exemplos

### Religião e mitologia
- A narrativa da criação em Gênesis mostra que Deus "separou a luz das trevas" no primeiro dia.[1]

- A Bíblia associa luz a Deus, à verdade e à virtude; as trevas estão associadas ao pecado e ao Diabo. Pintores como Rembrandt retrataram a luz divina iluminando o mundo da escuridão.[1]
- Guerra dos Filhos da Luz contra os Filhos das Trevas, parte dos Manuscritos do Mar Morto .
- O submundo (Hades, Tártaro) foi imaginado como um lugar ctônico de escuridão,[2] contrastando com o reino celestial dos deuses. Noções cristãs de céu e inferno herdaram essa concepção, com os "anjos negros" versus os anjos não caídos, muitas vezes com aureola (halos), na mitologia cristã.
- Dia e noite são personificados como divindades em várias mitologias (por exemplo Dagr e Nótt, Hemera e Nyx, etc).
- Yin-yang[3]

### Vestimentas
- O branco geralmente representa pureza ou inocência na cultura ocidental,[4] particularmente porque roupas ou objetos brancos podem ser manchados facilmente. Na maioria dos países ocidentais, o branco é a cor usada pelas noivas em casamentos. Os anjos são tipicamente retratados vestidos com túnicas brancas.
- Em muitos filmes hollywoodianos de faroestes, os vaqueiros maus usam chapéus pretos, enquanto os bons usam brancos.[5]
- Os vilões, em alguns melodramas, se vestem de preto e os heróis de branco.
  - Às vezes, isso pode ser deliberadamente revertido; com o personagem maligno vestindo branco, como um símbolo de sua hipocrisia ou arrogância. Por exemplo, Don Fanucci, em O Poderoso Chefão, Parte II é um personagem do mal, mas usa um terno branco como um sinal de sua estima, poder e prestígio. Às vezes, os protagonistas também podem usar preto, como em Return of the Jedi, em que Luke Skywalker veste preto durante a batalha final. Isso pode simbolizar o perigo de Luke virar para o lado negro, mas uma vez que ele prevaleceu (na cena em que ele remove o capacete de Darth Vader), sua jaqueta se abriu para revelar que tem uma cor mais clara por dentro, como se para indicar que Lucas "por dentro" sempre foi bom. O próprio Darth Vader, embora ainda dominado pelo lado negro, se veste todo de preto e pode ser considerado uma versão de ficção científica de um cavaleiro negro . O principal antagonista da franquia Star Wars, o malvado Imperador Palpatine, usa uma capa preta.
- Em segurança de computador, um ''Black hat'' é um invasor com más intenções, enquanto um ''White hat'' não traz essa conotação negativa. (Isso é derivado da convenção de filmes de faroeste).[6][7]

### Magia
- A magia paranormal "boa" é comumente chamada de magia branca. A magia negra é uma forma destrutiva ou maligna de magia.
- Uma "bruxa branca" é benevolente e pratica magia branca;[8] enquanto bruxas normais são associadas à maldade e à escuridão. Algo similar acontece nos mitos de fadas.

### Na cultura popular
- O tropo da "luz e escuridão" também se reflete em vários títulos na cultura popular, como Heart of Darkness (1899), Light in My Darkness (1927), Darkness and the Light (1942), Creatures of Light and Darkness (1969) ), From Darkness to Light (1973), Darkness and Light (1989), The Lord of the Light and of the Darkness (1993), o Star Trek: Deep Space 9 episódio " The Darkness and the Light " (1997), o Babylon 5 episódio " Entre as Trevas e a Luz " (1997), e Out of the Darkness, Into the Light (1998).
- Em obras de ficção de fantasia, o principal antagonista é frequentemente chamado de "Senhor das Trevas ", por exemplo Sauron em O Senhor dos Anéis .
- A franquia de ópera espacial Star Wars também retrata aspectos de Luz e Escuridão na forma de um campo de energia ficcional chamado A Força, onde há dois lados, o lado da luz e o lado escuro, onde os protagonistas, os Jedi praticam e propagam o uso do primeiro e os antagonistas, os Sith usam o último.[9]
- George Orwell faz um uso irônico do tropo "luz e escuridão" em seu Mil novecentos e oitenta e quatro. Na primeira parte do livro, o protagonista recebe a promessa de que "Nos encontraremos em um lugar onde não há escuridão" - que ele interpreta como se referindo a um lugar onde o estado totalitário opressor não governa. Mas o homem que fez a promessa era na verdade um agente da Polícia do Pensamento - e eles acabam se encontrando como prisioneiros e interrogadores onde realmente não há escuridão, em celas de detenção onde a luz permanece acesa permanentemente, dia e noite, como um meio adicional de torturar detidos.
- O Cristal Negro explica as duas metades divididas de um todo equilibrado, refletindo a impossibilidade de reconhecer qualquer equilíbrio divino metafórico sem a combinação da luz (os Místicos) e da escuridão (os Skesis).

### Outros exemplos
- Idade das trevas Vs. Iluminismo.
- "Pensar em preto e branco" é a falsa dicotomia de assumir que qualquer coisa que não seja totalmente boa é totalmente má e vice-versa.
- A Maçonaria tem um tabuleiro de xadrez preto e branco como símbolo central e todos os rituais ocorrem no tabuleiro ou ao redor dele. Também conhecido como Pavimento Mosaico, representa o chão do Templo do Rei Salomão e, de acordo com Shakespeare, representa a dualidade natural do homem.